# Вулька-Зеленицька
Вулька-Зеленицька (Вулька, рос. Зеленицкая Вулька, Вулька-Зеленицкая, Вулька, пол. Wólka Zieleniecka) — колишня колонія у Йосипівській сільській раді Барашівського району Житомирської області Української РСР.

## Населення
Наприкінці 19 століття у поселенні налічувалося 420 жителів, дворів — 66, у 1906 році — 172 мешканці, дворів — 36, у 1923 році — 79 жителів, дворів — 17.

## Історія
Колишнє лютеранське поселення на орендованих землях, лежало за 70 км північно-західніше Житомира. Належало до лютеранської парафії у Геймталі, була школа.
Наприкінці 19 століття — колонія Барашівської волості Житомирського повіту, за 68 верст від Житомира.
У 1906 році — колонія Барашівської волості (1-го стану) Житомирського повіту Волинської губернії. Відстань до повітового центру, м. Житомир, становила 66 верст, від волосного центру, с. Бараші — 20 верст. Найближче поштово-телеграфне відділення розміщувалося в Горошках.
У березні 1921 року, в складі волості, увійшла до новоутвореного Коростенського повіту Волинської губернії. У 1923 році включена до складу новоствореної Зеленицької сільської ради, яка 7 березня 1923 року увійшла до складу новоутвореного Барашівського району Коростенської округи. Розміщувалася за 15 верст від районного центру с. Бараші та за 1,5 версти — від центру сільської ради, с. Зелениця. 8 вересня 1925 року колонію підпорядковано новоутвореній Гоноринській сільській раді Барашівського району, 20 березня 1926 року — Йосипівській сільській раді Барашівського району.
Знята з обліку населених пунктів до 1 жовтня 1941 року.